# Daniel Vogt
Daniel Vogt (* 19. März 1972 in Balzers) ist ein ehemaliger Liechtensteiner Skirennläufer.

## Biografie
Vogt nahm an den Alpinen Ski-Juniorenweltmeisterschaften 1991 und 1992 teil. Noch bevor er sein erstes Rennen im Weltcup bestritt, trat er bereits in Albertville bei den Olympischen Winterspielen 1992 an. In der Alpinen Kombination belegte er den 24. Rang. In den Disziplinen Super-G und Riesenslalom erreichte er das Ziel nicht. Auch zwei Jahre später bei den Spielen in Lillehammer konnte er das Riesenslalom-Rennen nicht beenden. Im Super-G landete Vogt auf Platz 27.
1991 gründete seine Familie ein Treuhand- und Vermögensverwaltungsbüro in Balzers, welches er später mit seiner Schwester Jacqueline, die ebenfalls Skirennläufer war, übernahm.